# Lancaster House

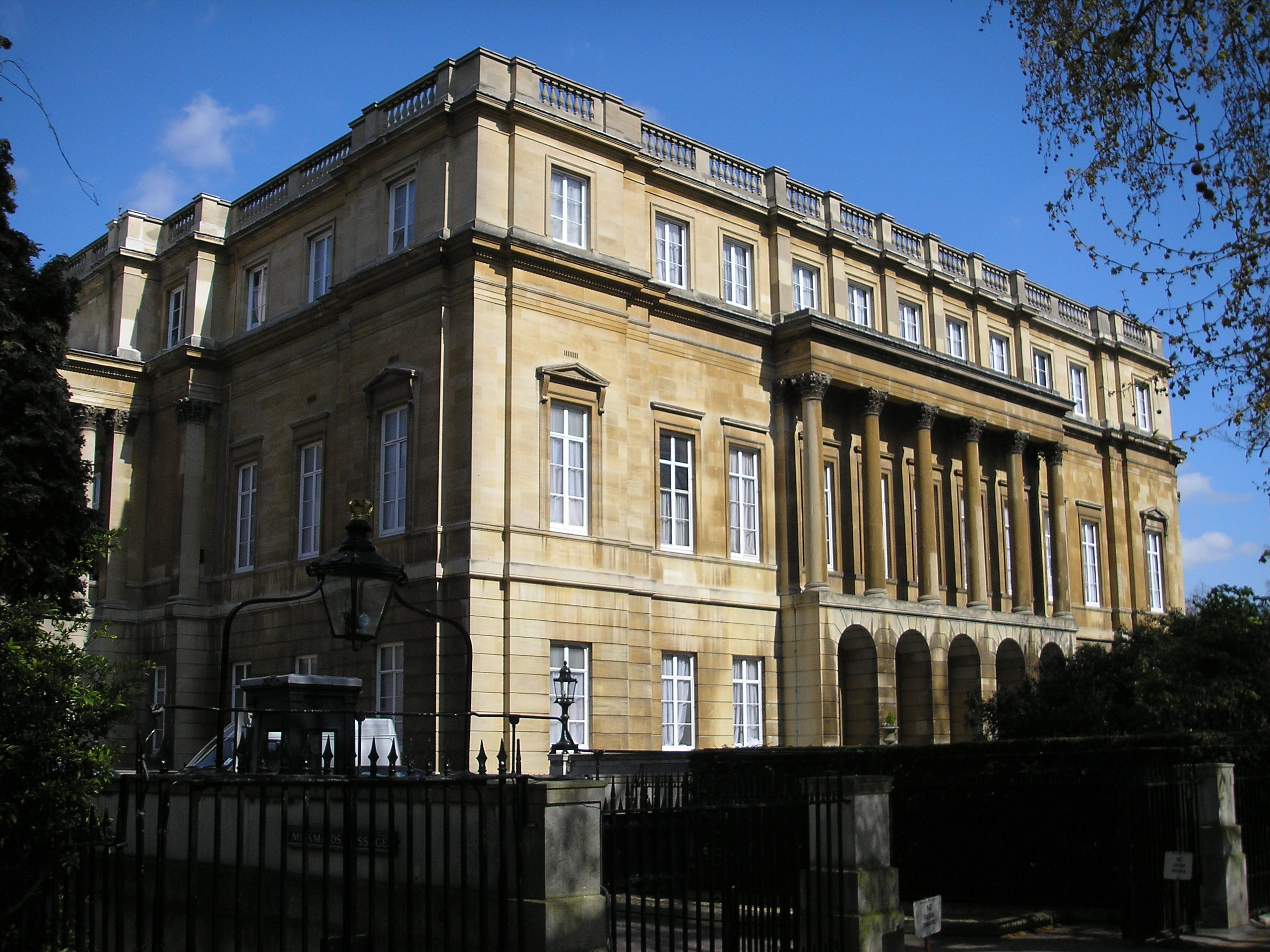
Vista exterior de Lancaster House.

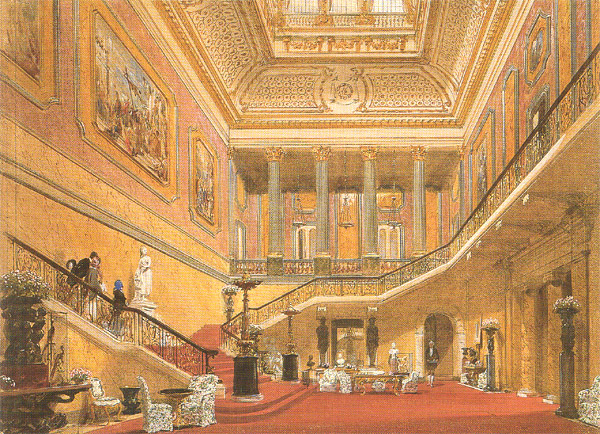
Dibujo de la escalera principal de Lancaster House, realizado por Joseph Nash.

Lancaster House es una mansión situada en el distrito de St. James, en el West End de Londres.  Se ubica muy cerca del Palacio de St. James, la mayor parte de la mansión formó parte del complejo del palacio. Es un edificio con protección de Grado I. Actualmente se encuentra bajo administración del Ministerio de Exteriores y de la Oficina de la Commonwealth.

## Historia
La construcción se inició en 1825 y estaba destinada al duque de York y Albany, segundo hijo del rey Jorge III, e inicialmente se llamó York House. El exterior fue básicamente diseñado por Benjamín Dean Wyatt. Su construcción, con piedra de Bath, es de estilo neoclásico y fue la última de las grandes mansiones que usó el estilo georgiano.
El edificio tiene tres plantas, las habitaciones de Estado se encuentran en la primera, los salones privados se encuentran en la planta baja y los dormitorios están en la segunda. También hay unos sótanos donde estaban los aposentos del servicio. El interior fue diseñado por Benjamín Dean Wyatt, sir Charles Barry y sir Robert Smirke y se completaron en 1840.
La casa fue adquirida y completada por el 2.º marqués de Stafford (posteriormente primer duque de Sutherland) y fue conocida como Stafford House casi durante un siglo. Fue valorada por motivos de impuestos (impuestos sobre la propiedad) como la casa más valiosa de Londres.
Los Sutherland, liberales y amantes de las artes, atrajeron a muchos invitados distinguidos, entre los que estuvieron el industrial reformista conde de Shaftesbury, la autora antiesclavista Harriet Beecher Stowe y el revolucionario italiano Giuseppe Garibaldi. Casi tan influyentes como los visitantes lo fue la decoración, que influyó en las salas de recepción de Londres durante casi un siglo. El predominante del estilo Luis XIV de los interiores creó un impresionante escenario para la gran colección de pinturas y objetos de arte de los Sutherland, la mayor parte de la cual todavía puede verse hoy en día.
Se dice que la reina Victoria le dijo a la duquesa de Sutherland cuando llegó a Stafford House: «vengo desde mi casa a tu palacio». Con su ornamentada decoración y la gran escalera, el Grand Hall es una magnífica introducción a una de las más elegantes casas de Londres. Más de un siglo después, su grandiosidad permanece intacta y la casa es muy popular entre aquellos que la visitan.
En 1912 fue adquirida por el fabricante de jabón de Lancaster, sir William Lever, primer barón de Leverhulme, que renombró la casa en honor de su región de origen Lancashire y la presentó a la nación al año siguiente.
Desde 1924 hasta poco después de la Segunda Guerra Mundial, Lancaster House fue la sede del Museo de Londres, pero ahora el gobierno la usa para recepciones y está cerrada al público excepto en ocasiones muy raras.
Fue sede en 1979 de la firma de los Acuerdos de Lancaster House en los que se estableció la independencia de Rhodesia (la actual Zimbabue) del Reino Unido.
En 2007 la casa fue usada como lugar de rodaje de La búsqueda: El Diario Secreto, como supuestos interiores del palacio de Buckingham.
Desde 2016 la casa es usada como parte de la escenografía como los supuestos interiores del Palacio de Buckingham, en la serie de Netflix, The Crown.